# Tobermory (whisky)
Tobermory – single malt whisky, destylowana przez Tobermory Distillery w miejscowości o tej samej nazwie, na szkockiej wyspie Mull. Wyspa znajduje się na paśmie Hebrydów w zachodniej Szkocji, na północ od wyspy Islay.

## Historia
Gorzelnię założono w 1823 na bazie byłego browaru otwartego w roku 1797 przez Johna Sinclaira. Woda pochodzi z ciemnych i aromatycznych torfowisk nad okolicznymi jeziorami na wyspie.

## Charakter
Smak określany jest jako lekko dymny, o średnio wytrawnym profilu z łagodnym, owocowym zapachem. Destylarnia produkuje również mniejsze ilości whisky torfowej Ledaig, co jest zresztą oryginalną nazwą zakładu.
Tobermory była pierwotnie produkowana jako whisky słodowa mieszana vatted, jednakże po ponownym otwarciu w roku 1990 nastawiono się tylko na single malt.
Tobermory jest dostępne w różnych własnych wersjach, dodawana jest również jako jeden ze składników do whisky mieszanych blended – Scottish Leader i Black Prince.